# Ігровий сервер
Ігровий сервер (англ. game server від англ. game — гра і англ. to serve — служити) — програмний компонент [[Обчислювальна система , обчислювальної системи, що забезпечує зв'язок між різними клієнтами, надаючи їм можливість комунікації один з одним в рамках програмної оболонки конкретної гри.

## Програмний компонент обчислювальної системи
Зазвичай, ігрові сервери запускаються на сервері, що працює на базі Unix-систем або Microsoft Windows. При цьому остання найпоширеніша в силу свого зручності для адміністраторів ігрових серверів, але так само і найменш надійна у плані безпеки. У свою чергу різні реалізації ігрового хостингу на базі Unix-подібних систем більш безпечні. Відмінностей у стабільності роботи ігрових серверів на різних ОС практично не спостерігається.
Найрозповсюдженішими онлайн іграми є Minecraft, World of Warcraft, World of Tanks, Counter-Strike (в тому числі Counter-Strike Source), Lineage, Call of Duty, Team Fortress, Quake, Unreal Tournament, San Andreas Multiplayer (скор. SA-MP) та інші.
У роботі ігрового сервера можна виділити три основних механізми:

### Зв'язок з клієнтом
Отримання даних про клієнта, зокрема розміщення на віртуальній карті світу (в рамках ігрового сервера карта може бути будь-яка), про боєзапас, здоров'я, напрямок руху та дії клієнта. Всі перераховані дані відносяться тільки до віртуального ігровому світу та не мають ніякого стосунку до реального гравця, що розташовані за ПК.

### Синхронізація отриманих даних
Ігровий сервер постійно генерує нові карти, оновлення ігрового світу. Дані про зміни надсилаються всім клієнтам, природно між сервером і клієнтом виникає затримка вимірювана в мілісекундах.

### Надсилання даних клієнтові
Надсилання всіх даних після систематизації загальної картини ігрового світу кожному гравцеві ігрового сервера. Кількість даних, яке отримає кожен гравець, залежить від значення параметра rate у сервера і в кожного клієнта окремо. При цьому rate клієнта не може перевищувати rate сервера, але не навпаки.